# Welterbe im Südsudan
Der Südsudan hat bislang keine UNESCO-Welterbestätte. Der 2011 gegründete Staat hat am 9. März 2016 seine Ratifizierungsurkunde für die Welterbekonvention bei der UNESCO hinterlegt. Im Oktober 2017 wurde zum ersten Mal eine Tentativliste eingereicht, auf der drei Stätten verzeichnet sind.

## Tentativliste
In der Tentativliste sind die Stätten eingetragen, die für eine Nominierung zur Aufnahme in die Welterbeliste vorgesehen sind. Derzeit (2017) sind drei Stätten in der Tentativliste von Süd-Sudan eingetragen. Die folgende Tabelle listet die Stätten in chronologischer Reihenfolge nach dem Jahr ihrer Aufnahme in die Tentativliste (K – Kulturerbe, N – Naturerbe, K/N – gemischt).
| Bild              | Bezeichnung                             | Jahr | Typ | Ref. | Beschreibung |
| ----------------- | --------------------------------------- | ---- | --- | ---- | --- |
|                   | Deim Zubeir – Stätte des Sklavenhandels | 2017 | K   | 6275 | |
| Sudd-Feuchtgebiet | Sudd-Feuchtgebiet                       | 2017 | K/N | 6276 | |
|                   | Boma-Badingilo Migratory Landscape      | 2017 | N   | 6277 | Die Nationalparks Boma und Badingilo werden durch einen ungeschützten Korridor zu einer zusammenhängenden Stätte verbunden. |